# Jerzy Michalski (aktor)
Jerzy Michalski (ur. 7 sierpnia 1974 w Gdańsku) – polski aktor musicalowy, solista Teatru Muzycznego w Gdyni im. Danuty Baduszkowej.

## Życiorys
W 1997 roku ukończył Studium Wokalno Aktorskie im. Danuty Baduszkowej przy Teatrze Muzycznym w Gdyni. Debiutował w 1994 roku rolą w "Cieniu" według Wojciecha Młynarskiego (libretto) i E. Szwarc w reż. Wojciecha Wojtyszki na scenie Teatru Muzycznego w Gdyni  im. Danuty Baduszkowej. W 2005 roku otrzymał nagrodę prezydenta Gdyni z okazji Międzynarodowego Dnia Teatru za rolę Janosika w przedstawieniu "Na szkle malowane" Ernesta Bryla/Katarzyny Gärtner w Teatrze Muzycznym w Gdyni im. Danuty Baduszkowej.
Obecnie jest solistą Teatru Muzycznego im. Danuty Baduszkowej w Gdyni, gdzie można go zobaczyć w następujących spektaklach:
- "Skrzypek na dachu" reż. Jerzy Gruza (Fiedka)
- "Piękna i Bestia" reż. Maciej Korwin (Książę Bestia)
- "Fame" reż. Jarosław Staniek (Diler)
- "Footloose" reż. Maciej Korwin (Willard)
- "Dracula" reż. Maciej Korwin (Steven)
- "Spamalot" reż. Maciej Korwin (Bedevere/Galahad)
- "Grease" reż. Maciej Korwin (Vince Fontaine)

## Filmografia
- 2003−2007: Sąsiedzi − dziennikarz prasowy (odc. 19); Krzysiu (odc. 89 i 137)
- 2003−2013: Na Wspólnej − Radosław
- 2005: Kryminalni − Dionizy Jamrak "Juma" (odc. 33)
- 2007: Odwróceni − pijany góral (odc. 5)

## Polski dubbing
- 2004: Karolek i przyjaciele − robot
- 2004: Dziadek do orzechów − Fryzjer
- 2006: Ostateczni mściciele − Thor
- 2006: Ostateczni mściciele 2 − Thor